# Férfi kenu kettes 1000 méter a 2008. évi nyári olimpiai játékokon
A 2008. évi nyári olimpiai játékokon a kajak-kenu férfi kenu kettes 1000 méteres versenyszámát augusztus 18. és 22. között rendezték a Shunyi olimpiai parkban. Az olimpiai bajnok a fehérorosz egység, Andrej Bahdanovics és Aljakszandr Bahdanovics lett. A magyar színeket képviselő Kozmann György–Kiss Tamás-kettős az előfutamban negyedik helyen végzett, a középfutamban pedig a második lett, így indulhatott a döntőben. Ott nagyszerű versenyzéssel, jó hajrával a harmadik helyen értek célba.
Minden kenu kettes az előfutamokban kezdte a küzdelmeket. Az előfutamok első három helyezettjei automatikusan kvalifikálták magukat a döntőbe, a mögöttük célba érők pedig az elődöntőbe jutottak. Az elődöntő első három helyezettjei csatlakoztak a döntő mezőnyéhez.
Az előfutamokat augusztus 18-án, az elődöntőt augusztus 20-án, a döntőt augusztus 22-én rendezték.

## Eredmények
Az időeredmények másodpercben értendők. A rövidítések jelentése a következő:
- QF: döntőbe jutás helyezés alapján
- QS: elődöntőbe jutás helyezés alapján

### Előfutamok
| Helyezés | Név                                        | Nemzet                 | Idő      | Mj       |
| 1. futam | 1. futam                                   | 1. futam               | 1. futam | 1. futam |
| -------- | ------------------------------------------ | ---------------------- | -------- | -------- |
| 1.       | Christian Gille Tomasz Wylenzek            | Németország (GER)      | 3:40,939 | QF       |
| 2.       | Constantin Popa Niculae Flocea             | Románia (ROU)          | 3:41,846 | QF       |
| 3.       | Andrew Russell Gabriel Beauchesne-Sévigny  | Kanada (CAN)           | 3:43,491 | QF       |
| 4.       | Kozmann György Kiss Tamás                  | Magyarország (HUN)     | 3:46,020 | QS       |
| 5.       | Bertrand Hemonic William Tchamba           | Franciaország (FRA)    | 3:46,431 | QS       |
| 6.       | José Cristóbal Dimas Camilo                | Mexikó (MEX)           | 3:51,684 | QS       |
| 7.       | Ruszlan Dzsalilov Petro Kruk               | Ukrajna (UKR)          | 4:06,744 | QS       |
| 2. futam |                                            |                        |          |          |
| 1.       | Andrej Bahdanovics Aljakszandr Bahdanovics | Fehéroroszország (BLR) | 3:40,369 | QF       |
| 2.       | Serguey Torres Karel Aguilar               | Kuba (CUB)             | 3:41,171 | QF       |
| 3.       | Szergej Ulegin Alekszandr Kosztoglod       | Oroszország (RUS)      | 3:41,291 | QF       |
| 4.       | Csen Csung-jün Csang Cse-vu                | Kína (CHN)             | 3:41,658 | QS       |
| 5.       | Wojciech Tyszyński Paweł Baraszkiewicz     | Lengyelország (POL)    | 3:42,177 | QS       |
| 6.       | Dejan Georgiev Adnan Aliev                 | Bulgária (BUL)         | 3:54,111 | QS       |

### Elődöntő
| Helyezés | Név                                    | Nemzet              | Idő      | Mj |
| -------- | -------------------------------------- | ------------------- | -------- | -- |
| 1.       | Wojciech Tyszyński Paweł Baraszkiewicz | Lengyelország (POL) | 3:42,435 | QF |
| 2.       | Kozmann György Kiss Tamás              | Magyarország (HUN)  | 3:42,482 | QF |
| 3.       | Csen Csung-jün Csang Cse-vu            | Kína (CHN)          | 3:42,619 | QF |
| 4.       | Dejan Georgiev Adnan Aliev             | Bulgária (BUL)      | 3:45,019 |    |
| 5.       | Ruszlan Dzsalilov Petro Kruk           | Ukrajna (UKR)       | 3:46,050 |    |
| 6.       | Bertrand Hemonic William Tchamba       | Franciaország (FRA) | 3:48,406 |    |
| 7.       | José Cristóbal Dimas Camilo            | Mexikó (MEX)        | 3:49,695 |    |

### Döntő
| Helyezés | Név                                        | Nemzet                 | Idő      | Mj |
| -------- | ------------------------------------------ | ---------------------- | -------- | -- |
| Arany    | Andrej Bahdanovics Aljakszandr Bahdanovics | Fehéroroszország (BLR) | 3:36,365 |    |
| Ezüst    | Christian Gille Tomasz Wylenzek            | Németország (GER)      | 3:36,588 |    |
| Bronz    | Kozmann György Kiss Tamás                  | Magyarország (HUN)     | 3:40,258 |    |
| 4.       | Constantin Popa Niculae Flocea             | Románia (ROU)          | 3:40,342 |    |
| 5.       | Csen Csung-jün Csang Cse-vu                | Kína (CHN)             | 3:40,593 |    |
| 6.       | Andrew Russell Gabriel Beauchesne-Sévigny  | Kanada (CAN)           | 3:41,165 |    |
| 7.       | Wojciech Tyszyński Paweł Baraszkiewicz     | Lengyelország (POL)    | 3:42,845 |    |
| 8.       | Szergej Ulegin Alekszandr Kosztoglod       | Oroszország (RUS)      | 3:44,669 |    |
| 9.       | Serguey Torres Karel Aguilar               | Kuba (CUB)             | 3:48,877 |    |